# Springgymnastik
Springgymnastik er et overordnet ord for at bevæge sin krop gennem forskellige positioner i forskellige øvelser, både i luften og på jorden. Det ses ofte i redskabsgymnastik, Powertumbling og trampolinspring.
Der findes flere typer af spring: "Airtrack" (en lang hoppepude), trampolin og trampet (en lille trampolin, der står skrå, så man kan løbe hen og hoppe i den).
På trampolin udføres bl.a. saltomortale, baglænssalto, dobbelt salto, dobbelt baglænssalto, trippel salto, tripel baglænssalto, firedobbelt salto, firedobbelt baglænssalto, barani (salto med halv skrue), nullermand (salto med land på ryggen), barani in (barani og en baglæns), dobbeltout (dobbelt salto med en halv skrue), half-in-the-middle (tripel salto med halv skrue i den midterste), rudy (salto med 1½ skrue), randy (salto med 2½ skrue), full-half (dobbelt salto med henholdsvis en hel og en halv skrue), full-rudy (dobbelt salto med henholdsvis en hel og 1½ skrue), addy (dobbelt salto med 3½ skrue), andy (dobbelt strakt med 4½ skrue) og hoftebøjet (en salto med strakte ben men en salto overkrop)
På "airtrack" udføres bl.a. vejrmølle, araberspring (vejrmølle, men skruer til sidst og lander med samlede ben), kraftspring, flikflak (baglæns version af kraftspring), salto, baglænssalto, dobbelt salto og dobbelt baglænssalto, miller (dobbelt strakt baglænssalto med 3 skruer) og killer (dobbelt strakt baglænssalto med 4 skruer).
På trampet udføres bl.a. saltomortale, dobbelt salto, dobbelt baglænssalto, trippel salto, barani (salto med halv skrue), barani in (barani og en baglæns), dobbeltout (dobbelt salto med en halv skrue), rudy (salto med 1½ skrue), randy (salto med 2½ skrue), full-half (dobbelt salto med henholdsvis en hel og en halv skrue), full-rudy (dobbelt salto med henholdsvis en hel og 1½ skrue), addy (dobbelt salto med 3½ skrue) og andy (dobbelt strakt med 4½ skrue) og for begynderne bare et ophop (man løber og så hopper man op i trampeten).